# Tomaši (ruralna cjelina)
Ruralna cjelina Tomaši, ruralna cjelina zaseoka Tomašâ, u općini Brelima.

## Povijest
Oblikovala se je od 18. do 20. stoljeća. Tomaši su smješteni u zabiokovskom dijelu Brela, na zapadnoj strani udoline između brda Stupice i Vetera. Kuće se nalaze na istočnoj, a plodna udolina na zapadnoj strani zaseoka pa zajedno čine jedinstveni prostor stanovanja i rada. Stambene kuće su katnice, stražnjim dijelom ukopane u teren, crijepom pokrivenih dvostrešnih drvenih krovišta. Gospodarski objekti su prizemnice,većinom zidane u suho od većih kamenih segmenata, dvoslivni krovovi većeg nagiba izvorno su imali pokrov od ražene slame, do danas sačuvan samo na jednoj pojati.

## Zaštita
Pod oznakom Z-3009 zavedena je kao nepokretno kulturno dobro - kulturno-povijesna cjelina, pravna statusa zaštićena kulturnog dobra, klasificirano kao "kulturno-povijesna cjelina".